# Marktoberdorf
Marktoberdorf ist eine Stadt im Landkreis Ostallgäu des bayerischen Regierungsbezirks Schwaben und Verwaltungssitz des Landkreises Ostallgäu. Der staatlich anerkannte Erholungsort mit rund 19.000 Einwohnern liegt im Allgäuer Alpenvorland. Mit 758 m ü. NHN ist Marktoberdorf höchstgelegene Kreisstadt Deutschlands und gehört zu den höchstgelegenen Städten in Bayern.

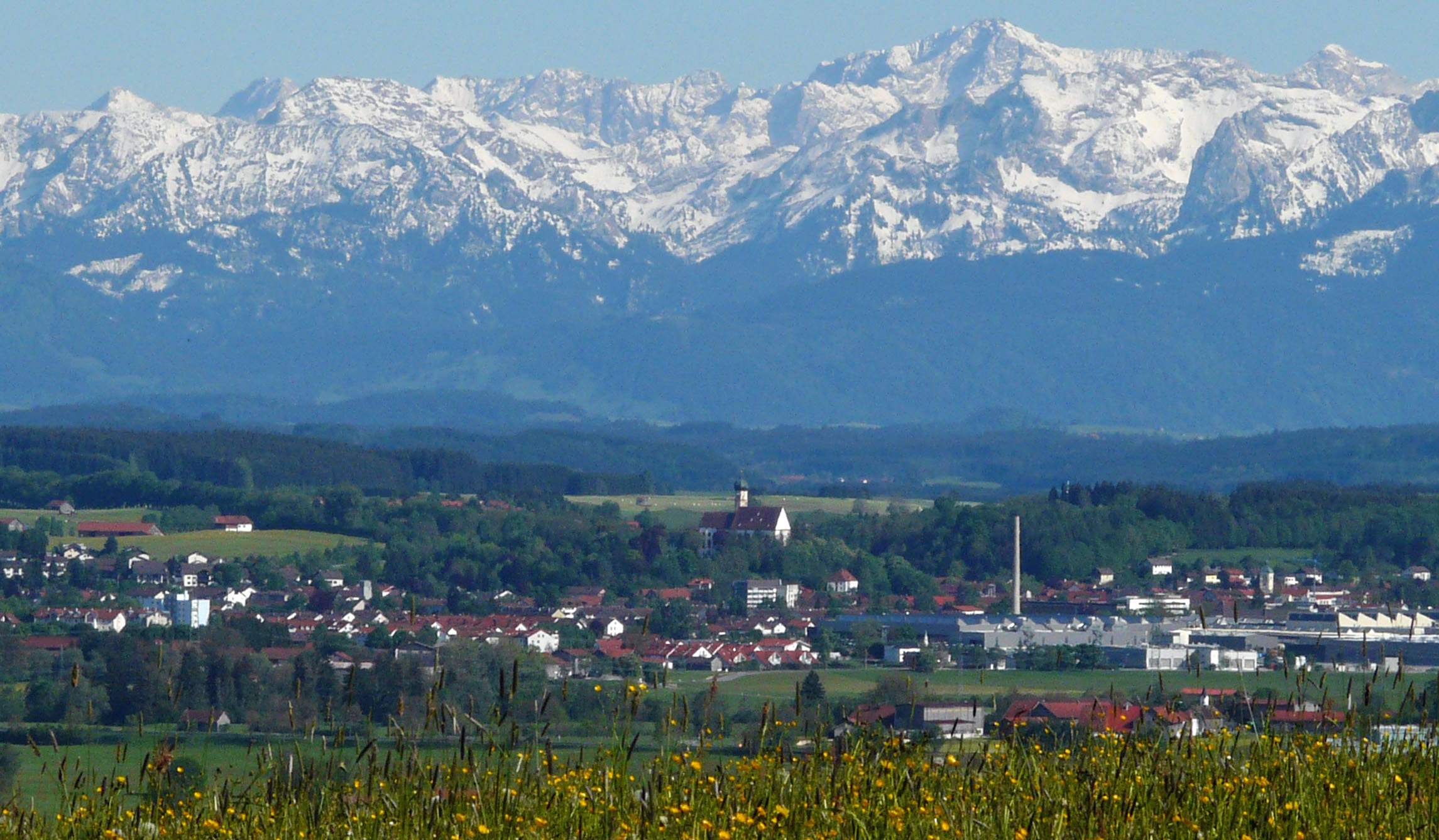
Marktoberdorf von Nordwesten mit Zugspitze

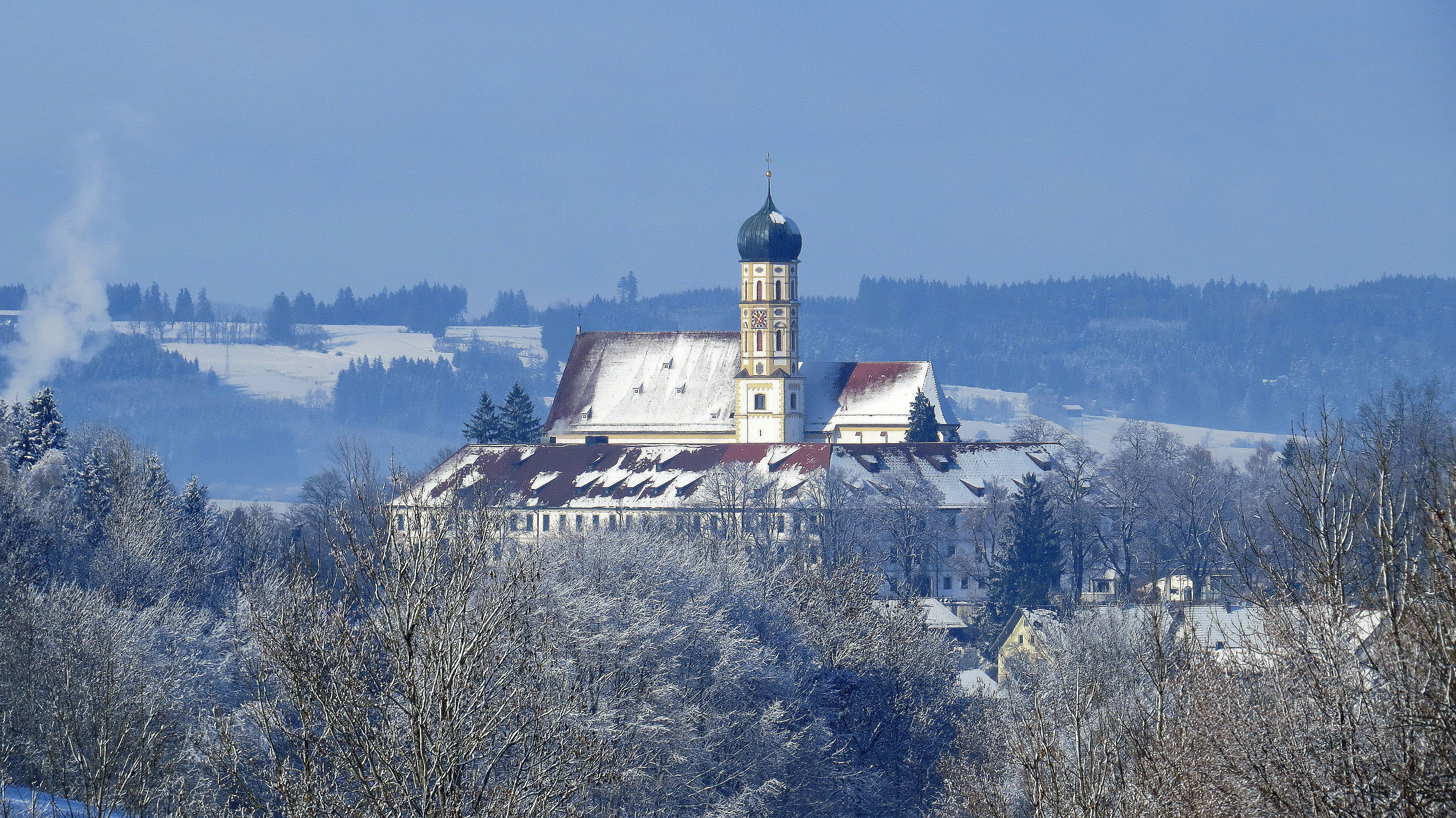
Pfarrkirche St. Martin und kurfürstliches Schloss in Marktoberdorf

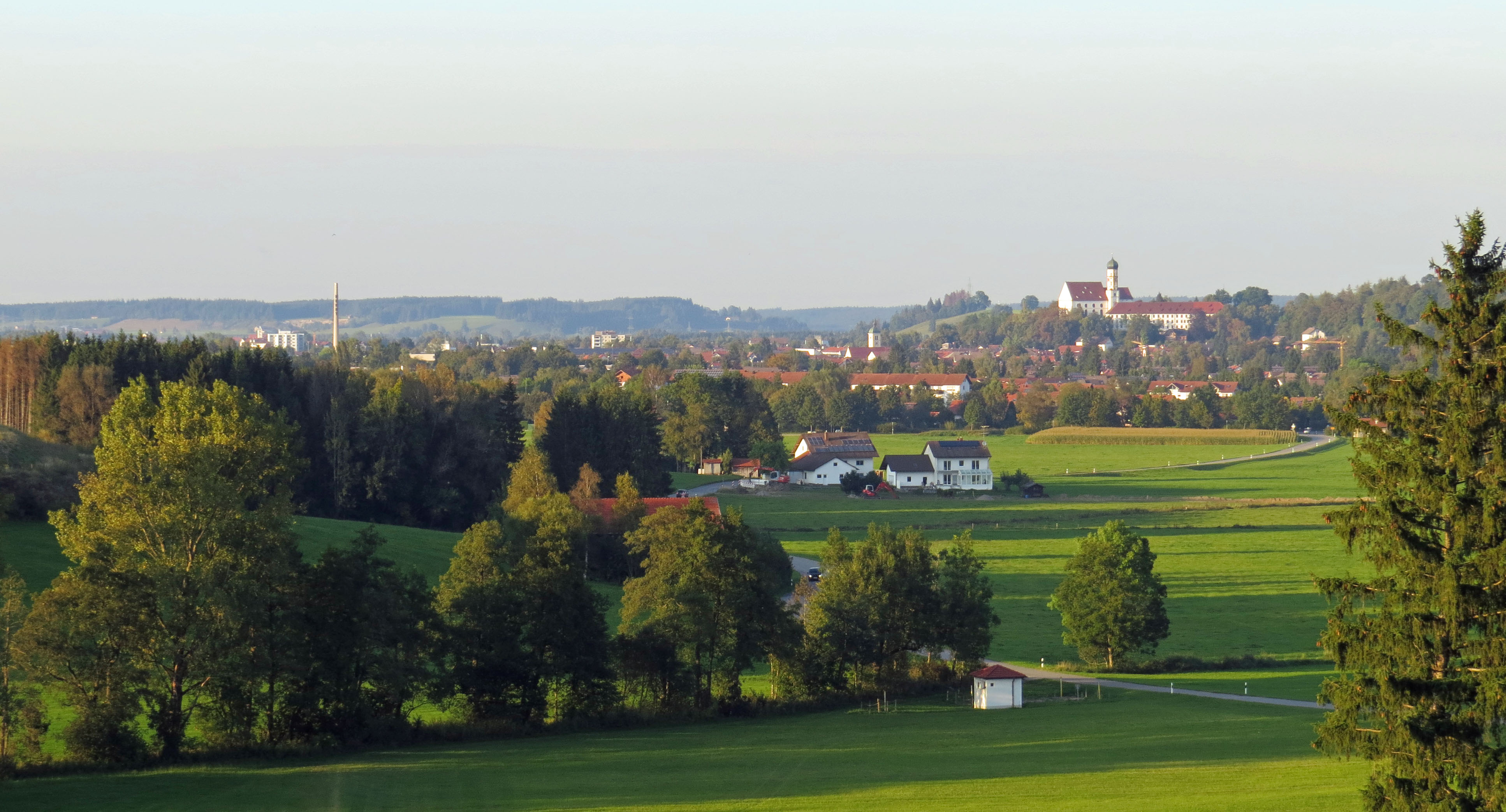
Marktoberdorf von Süden

## Geografie

### Lage
Der Hauptort liegt einhundert Kilometer südwestlich von München und mitten im Landkreis Ostallgäu. Durch das Gebiet der Stadt fließen im Westen die Wertach und im Osten die Geltnach, die unterhalb der Stadt in die Wertach mündet. Das Stadtgebiet erhebt sich zwischen 700 und 900 m ü. NHN und ist landschaftlich geprägt durch eine reizvolle Mischung aus Wiesen, Wäldern, Hügeln und etwa einem Dutzend kleiner Seen und Weiher.

### Stadtgliederung
Das Gebiet von Marktoberdorf besteht aus dem eigentlichen Stadtgebiet, das sich gliedern lässt in Stadtmitte, Moos im Norden, Gwend und Gschlatt im Süden, den Alsterberg im Osten und westlich der Bahnstrecke das Industrie- bzw. Gewerbegebiet, sowie aus den umliegenden früher eigenständigen Gemeinden Bertoldshofen (975 Einwohner), Geisenried (1118 Einwohner), Leuterschach (1216 Einwohner), Rieder (738 Einwohner), Sulzschneid (570 Einwohner) und Thalhofen an der Wertach (1608 Einwohner).
In den sieben Gemarkungen Bertoldshofen, Geisenried, Leuterschach, Marktoberdorf, Rieder, Sulzschneid und Thalhofen an der Wertach liegen insgesamt 27 Gemeindeteile (in Klammern ist der Siedlungstyp angegeben):
- Balteratsried (Dorf)
- Bertoldshofen (Pfarrdorf)
- Burk (Kirchdorf)
- Engratsried (Weiler)
- Ennenhofen
- Ettwiesen (Weiler)
- Fechsen (Dorf)
- Gehren (Weiler)
- Geisenried (Pfarrdorf)
- Hagmoos (Weiler)
- Hattenhofen (Kirchdorf)
- Hausen (Dorf)
- Heiland (Dorf)
- Hummeratsried (Weiler)
- Kohlhunden (Dorf)
- Leuterschach (Pfarrdorf)
- Liebwies
- Marktoberdorf (Hauptort)
- Osterried (Dorf)
- Rieder (Kirchdorf)
- Ronried (Dorf)
- Schwenden (Dorf)
- Selbensberg (Dorf)
- Sulzschneid (Pfarrdorf)
- Thalhofen a.d.Wertach (Pfarrdorf)
- Weibletshofen (Dorf)
- Weißen (Weiler)

In der Kernstadt (ohne Gemeindeteile) leben 12.185 Einwohner; im direkt ans Stadtgebiet grenzenden Thalhofen a. d. Wertach 1609 Einwohner (Stand Februar 2012).

### Umgebung
Etwa elf Kilometer entfernt liegt die Stadt Kaufbeuren. Im Umkreis von 25 Kilometer befinden sich Kempten, Füssen mit dem Königswinkel und das oberbayerische Schongau. Der 1055 m hohe Auerberg mit weiter Fernsicht ist ca. 10 km Luftlinie entfernt. Das Ammergebirge und die Allgäuer Alpen sind von der Stadt aus zu sehen.

## Geschichte

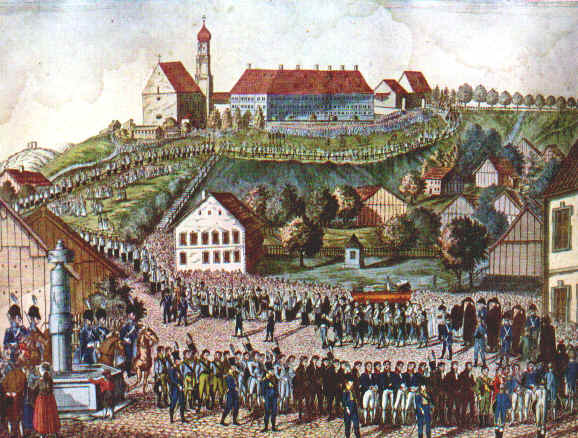
Leichenzug für den 1812 verstorbenen Fürstbischof Clemens Wenzeslaus, vom Marktplatz auf den Schlossberg, wo er in einer Grabkapelle an der Chorseite der Pfarrkirche St. Martin, neben dem Kurfürstlichen Sommerschloss, beigesetzt ist.

### Bis zum 19. Jahrhundert
Der Ort entstand aus einem fränkischen Königshof und in Abgrenzung zum älteren Altdorf (heute eine Gemarkung des benachbarten Biessenhofen) und gehörte ab 1299 bis zum Reichsdeputationshauptschluss von 1803 als Pflegamt Oberdorf zum Hochstift Augsburg. Auf dem Gebiet der heutigen Stadt siedelten nachweislich bereits Kelten, Römer und Alamannen. Ein Beispiel ist die römische Villa rustica im Ortsteil Kohlhunden. 1453 erhielt der Ort von Kaiser Friedrich III. das Marktrecht (Markt Oberdorf) mit wichtigen Eigenrechten.
Seit 1803 gehört der Ort zu Bayern. Im weiteren Verlauf der Geschehnisse von 1848 wurden zum 1. Juli 1862 die Bezirksämter Oberdorf und Kaufbeuren eingerichtet. 1876 erfolgte der Eisenbahnanschluss durch die Strecke von Biessenhofen. Am 26. Februar 1898 wurde der Name der Gemeinde und des Bezirksamtes in Markt Oberdorf geändert.

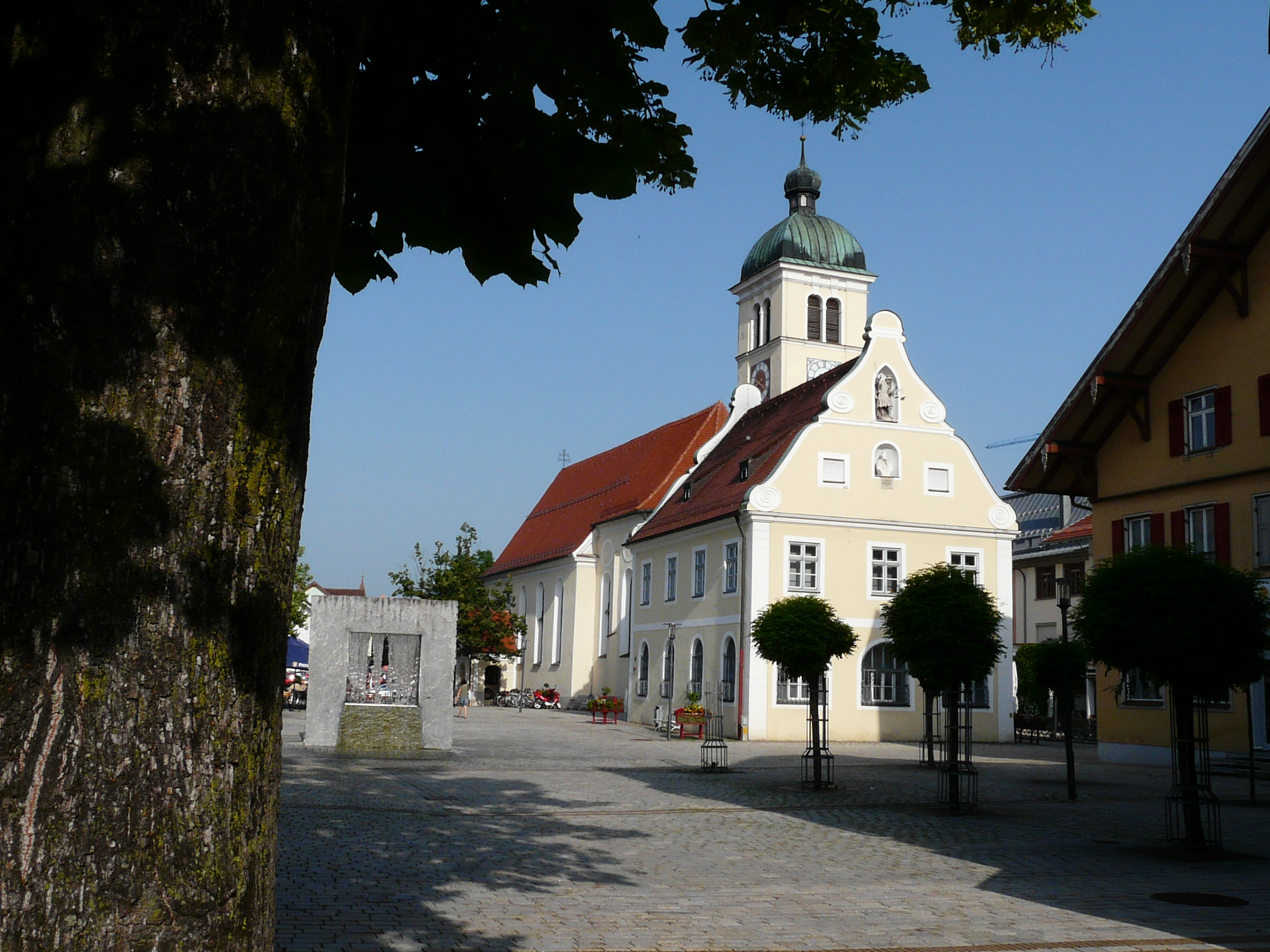
Stadtplatz in Marktoberdorf

### 20. Jahrhundert
Im Ersten Weltkrieg dienten etwa 400 Oberdorfer in der königlich-bayerischen Armee. Bis 1918 ließen mehr als 80 dieser Frontsoldaten ihr Leben. Die Oberdorfer Turnhalle beherbergte während der vier Kriegsjahre ein Reservelazarett. Die Marktgemeinde (1939 ca. 2900 Einwohner) entwickelte sich im 20. Jahrhundert zum Industriestandort und Erholungsort. Nach dem Zweiten Weltkrieg wuchs der Ort vor allem durch die Ansiedlung Heimatvertriebener aus den sudetendeutschen Gebieten (1953 ca. 5300 Einwohner; 1967 10.000 Einwohner). Durch die Eingemeindungen in den 1970er Jahren wuchs die junge Stadt auf rund 15.000 Einwohner an. 2004 wurde ein vorläufiger Höchststand von rund 18.500 Einwohnern erreicht.
Am 17. Juli 1953 wurde dem Markt das Stadtrecht verliehen und gleichzeitig der Name von Markt Oberdorf in Marktoberdorf geändert. Die Stadt war bis zum 30. Juni 1972 Sitz der Verwaltung des Landkreises Marktoberdorf. Seit dessen Zusammenlegung mit den Altlandkreisen Füssen und Kaufbeuren hat hier die Verwaltung des neuen Landkreises, der am 1. Mai 1973 den Namen Landkreis Ostallgäu erhielt, ihren Sitz.
1975 verlor Marktoberdorf das Amtsgericht und das Finanzamt an die benachbarte kreisfreie Stadt Kaufbeuren. Seit 1984 ist der Hauptort Sitz einer Bayerischen Musikakademie.

#### Eingemeindungen

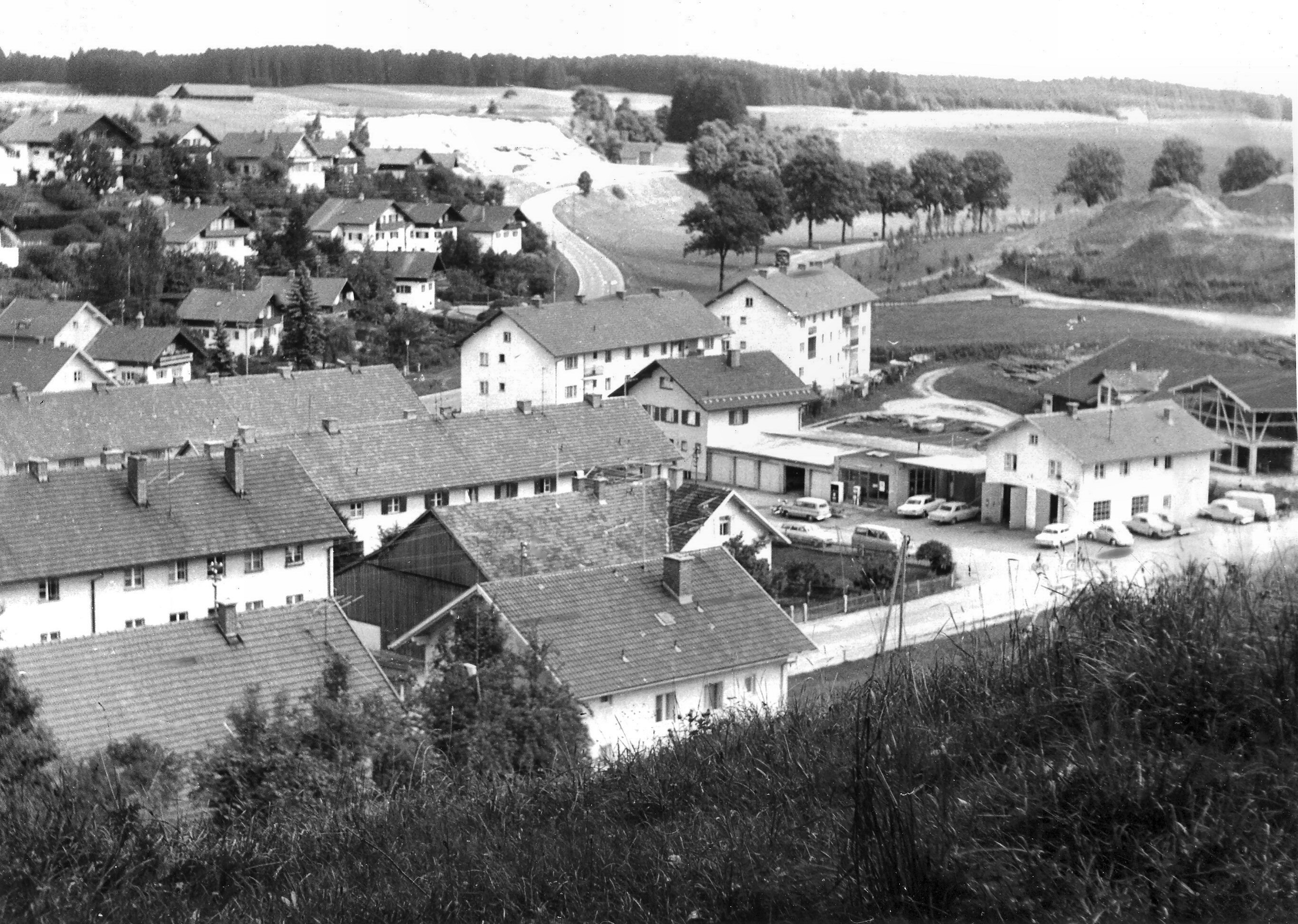
Marktoberdorf 1968

Im Zuge der Gebietsreform in Bayern wurde am 1. Januar 1972 die Gemeinde Rieder eingegliedert. Am 1. April 1972 kamen Geisenried und Thalhofen an der Wertach hinzu. Am 1. Juli 1972 folgten Bertoldshofen und Sulzschneid, am 1. Mai 1978 Leuterschach.

### 21. Jahrhundert
2013 schloss in Marktoberdorf unter großem Bürgerprotest die Kreisklinik. Sie wurde im Mai 2017 beseitigt, wobei wider Erwarten auch nach zwei Sprengungen zunächst ein Rest stehen blieb.
Im Dezember 2022 wurde mit der Eröffnung des 600 m langen Tunnels Bertoldshofen der B 472 die Ostumgehung von Marktoberdorf abgeschlossen.

### Einwohnerentwicklung
Marktoberdorf wuchs von 1988 bis 2008 um 2076 Einwohner bzw. um ca. 13 %. Zwischen 1988 und 2018 wuchs die Einwohnerzahl von 16.146 auf 18.539 um 2393 bzw. 14,8 %. Am 30. September 2022 zählte Marktoberdorf 18.886 Einwohner, ein Jahr später 19.025 Einwohner.
Ende 2022 hatte die Stadt lt. Einwohnermeldeamt 18.978 Einwohner.
Die Einwohnerzahlen ab 1840 beziehen sich auf die heutige Gemeindefläche.
| Bevölkerungsentwicklung | Bevölkerungsentwicklung | Bevölkerungsentwicklung | Bevölkerungsentwicklung | Bevölkerungsentwicklung | Bevölkerungsentwicklung | Bevölkerungsentwicklung | Bevölkerungsentwicklung | Bevölkerungsentwicklung | Bevölkerungsentwicklung | Bevölkerungsentwicklung | Bevölkerungsentwicklung | Bevölkerungsentwicklung | Bevölkerungsentwicklung | Bevölkerungsentwicklung | Bevölkerungsentwicklung | Bevölkerungsentwicklung |
| ----------------------- | ----------------------- | ----------------------- | ----------------------- | ----------------------- | ----------------------- | ----------------------- | ----------------------- | ----------------------- | ----------------------- | ----------------------- | ----------------------- | ----------------------- | ----------------------- | ----------------------- | ----------------------- | ----------------------- |
| Jahr                    | 1840                    | 1900                    | 1939                    | 1950                    | 1960                    | 1970                    | 1978                    | 1987                    | 1991                    | 1995                    | 2002                    | 2005                    | 2010                    | 2015                    | 2020                    | 2023                    |
| Einwohner               | 3701                    | 4731                    | 5752                    | 9714                    | 12.195                  | 15.040                  | 15.300                  | 15.909                  | 17.304                  | 17.994                  | 18.482                  | 18.462                  | 18.199                  | 18.349                  | 18.683                  | 19.033                  |

Quelle: BayLfStat

## Politik

### Stadtrat
Der Stadtrat hat 24 Mitglieder. Sitzverteilung für die Wahlperioden ab 2014:
| Wahljahr | CSU  | CSU   | FW MOD | FW MOD | SPD  | SPD   | Grüne | Grüne | BP   | BP    | Stadtteile AKTIV | Stadtteile AKTIV |
| Wahljahr | %    | Sitze | %      | Sitze  | %    | Sitze | %     | Sitze | %    | Sitze | %                | Sitze            |
| 2020     | 33,5 | 8     | 21,5   | 5      | 11,0 | 3     | 20,1  | 5     | 4,8  | 1     | 9,0              | 2                |
| 2014     | 32,0 | 8     | 20,3   | 5      | 15,0 | 4     | 9,1   | 2     | 13,5 | 3     | 10,0             | 2                |

### Bürgermeister
Erster Bürgermeister ist Wolfgang Hell (CSU). Er wurde bei der Kommunalwahl 2014 mit 63,5 % der Stimmen (Stichwahl) ins Amt gewählt und 2020 in der Stichwahl mit 57,3 % der Stimmen im Amt bestätigt.

### Wappen

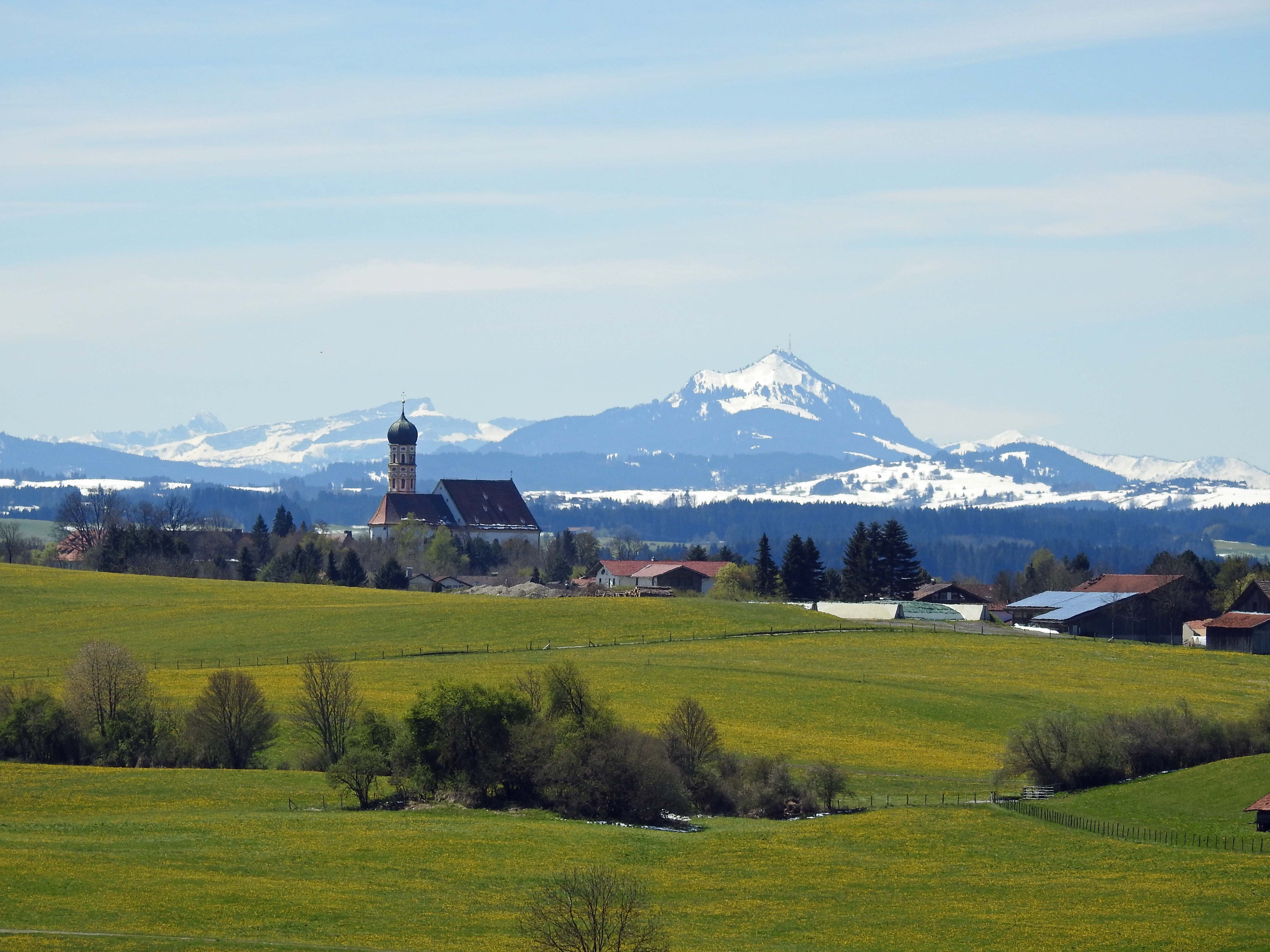
Marktoberdorf von Nordosten

| Wappen von Marktoberdorf | Blasonierung: „In Silber ein wachsender, hersehender, golden gerüsteter, behelmter, beinbeschienter, schwarz gegürteter, römischer Legionär in natürlichen Farben mit rotem Waffenrock, Umhang und Helmbusch, mit goldbeheftetem, silbernem Schwert den Umhang mit einem wachsenden, golden geschürzten, bittenden, nackten Bettler in natürlichen Farben teilend.“ |
| Wappen von Marktoberdorf | Wappenbegründung: Das Wappen wurde nach dem heiligen Martin von Tours, dem Patron der Stadtpfarrkirche in Marktoberdorf, dem Wahrzeichen der Stadt, gewählt. Aus dem Jahr 1811 stammt eine farbige Zeichnung des ersten bekannten Marktsiegels von 1745. Es zeigt den heiligen Martin ohne Helm in langem blauen Gewand. Er steht auf einem Kissen und teilt seinen roten Mantel mit dem Schwert. Daneben sitzt ein bärtiger Bettler in rotem Gewand. Die Umschrift auf dem Siegel lautet IN DEM MARCHT OBERDORF. Unter dem Siegelbild steht MARTINVS. Das Stadtwappen wurde 1837 zur beschriebenen Form vereinfacht, 1928 erneut angenommen. In seiner heutigen Darstellung wird es seit 2003, dem Jahr des 50-jährigen Stadtjubiläums, geführt. |

### Städtepartnerschaften und Patenstadt
Seit 1983 unterhält Marktoberdorf eine Gemeindepartnerschaft mit Waldmünchen in der Oberpfalz. Seit 1957 ist sie Patenstadt für die aus ihrer Heimat vertriebenen Deutschen aus der Stadt und dem ehemaligen Landkreis Hohenelbe im Riesengebirge.

## Kultur und Sehenswürdigkeiten

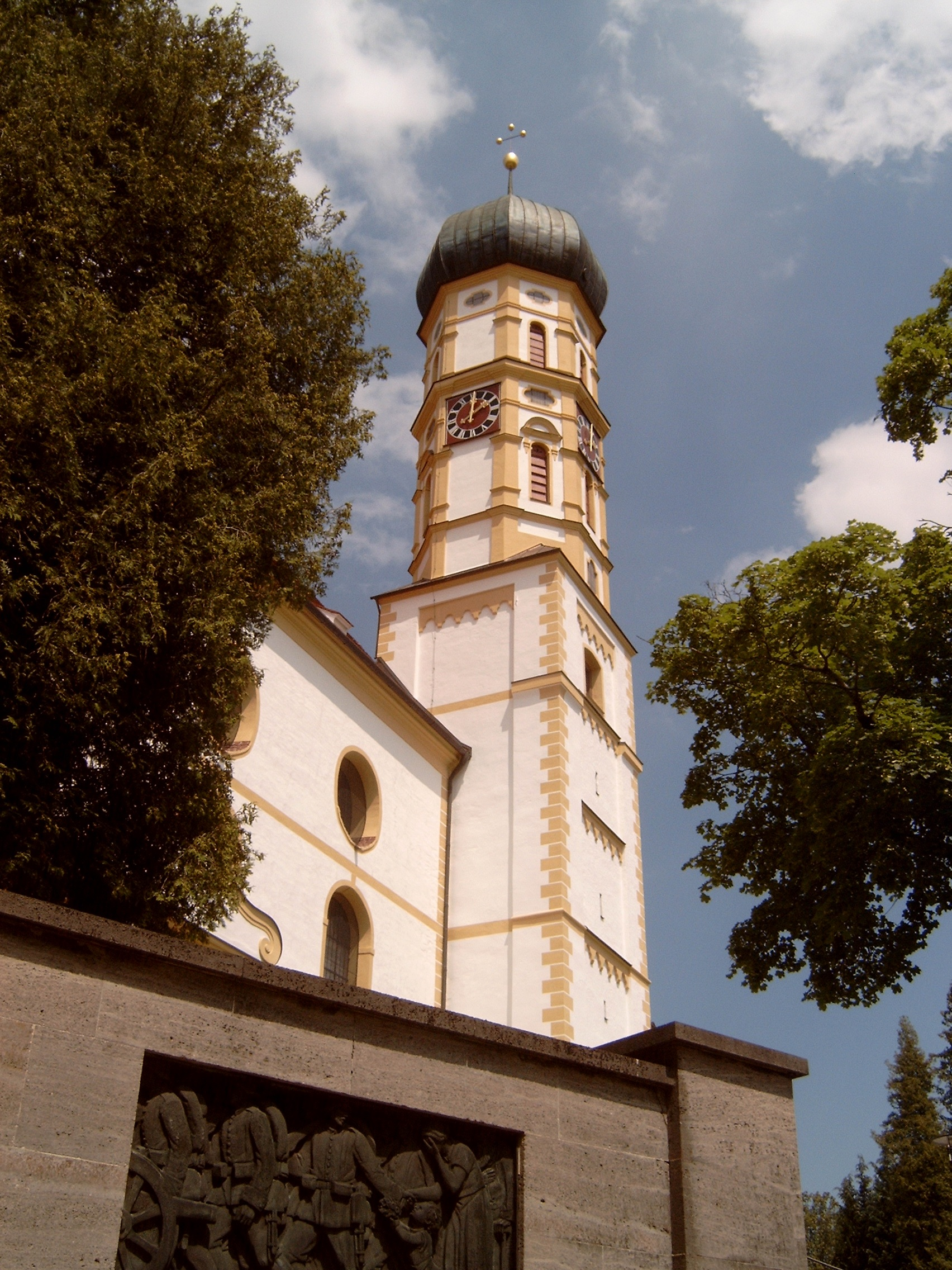
Pfarrkirche Sankt Martin

### Museen
- Stadtmuseum (Marktoberdorfer Geschichte)
- Riesengebirgsmuseum (Andenken an eine alte Riesengebirgs-Heimat)
- Paul-Röder-Sammlung (vorübergehend geschlossen)
- Hartmannhaus (heimatkundliche Sammlung)
- Atombunker in Rathaustiefgarage (Nachkriegsbunkeranlage)
- Künstlerhaus Marktoberdorf (Museum für zeitgenössische Kunst)
- Römerbad Marktoberdorf (Ausgrabungen unter einem Schutzbau)[14]

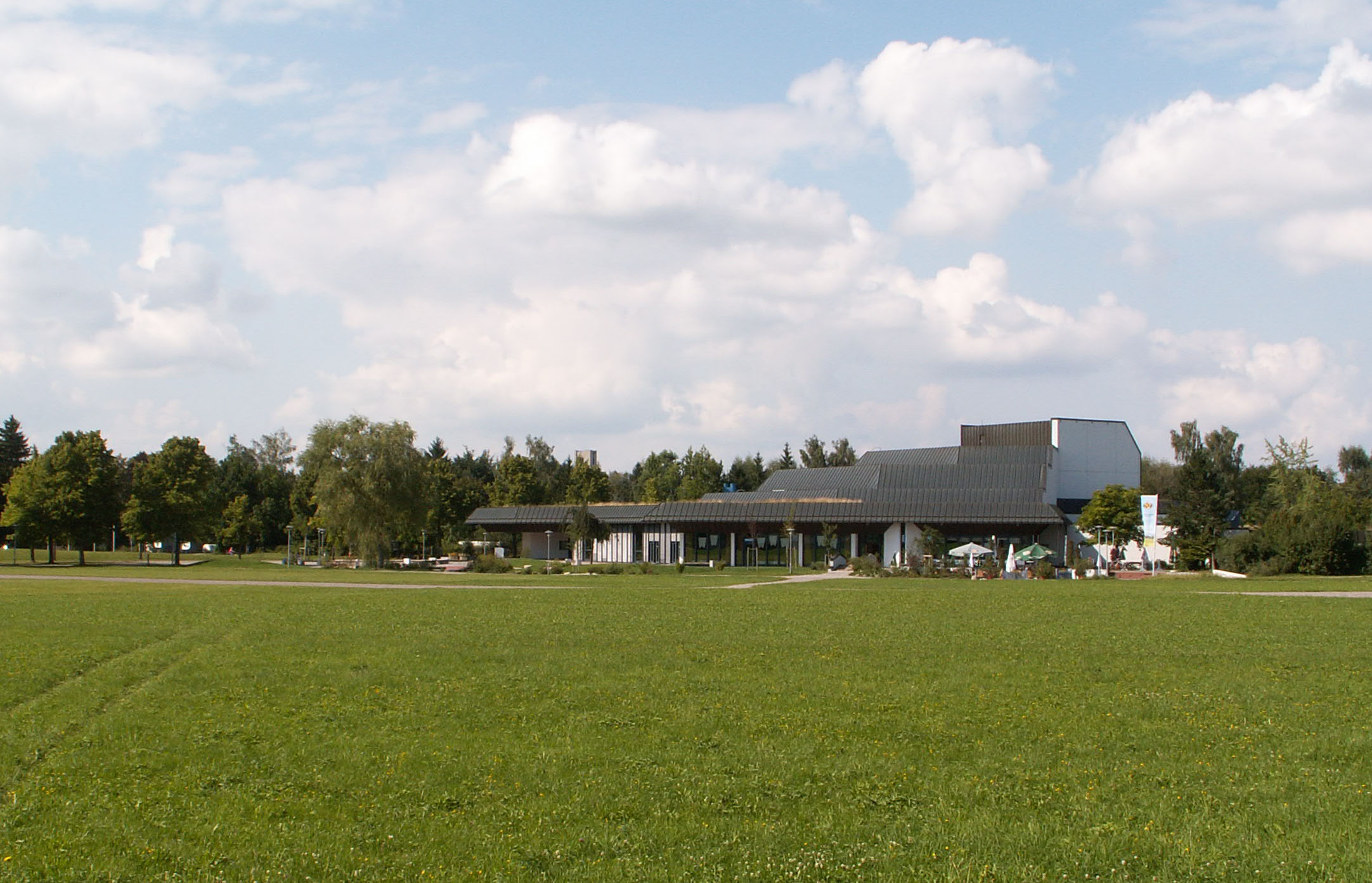
Modeon in Marktoberdorf

### Theater
- Veranstaltungshaus MODEON
- mobilé: Theaterschule, Kleinkunstbühne und Theaterkino unter der Leitung von Lucia Golda
- Filmburg: denkmalgeschütztes Programmkino von 1955

### Musik
- Bayerische Musikakademie (neben Alteglofsheim und Hammelburg)
- Carl-Orff-Chor
- Stadtkapelle Marktoberdorf
- Jugendblasorchester Marktoberdorf
- Marktoberdorfer Pfingstfestivals – internationale Begegnungsfestivals mit Konzerten in der gesamten Region

### Dialekt
Marktoberdorf liegt am Südostrand des alemannischen Sprachraums. Die südostschwäbische bzw. Ostallgäuer Mundart in und um Marktoberdorf zeichnet sich unter anderem dadurch aus, dass mittelhochdeutsch ou sich zu geschlossenem oo entwickelt hat (zum Beispiel glooba – glauben – oder Oog – Auge) und das r nach einem Vokal in der Wortmitte häufig entfällt und der vorangegangene Vokal lang gesprochen wird (zum Beispiel Wuuscht – Wurst –, Maat – Markt –, heet – hart).

### Bauwerke

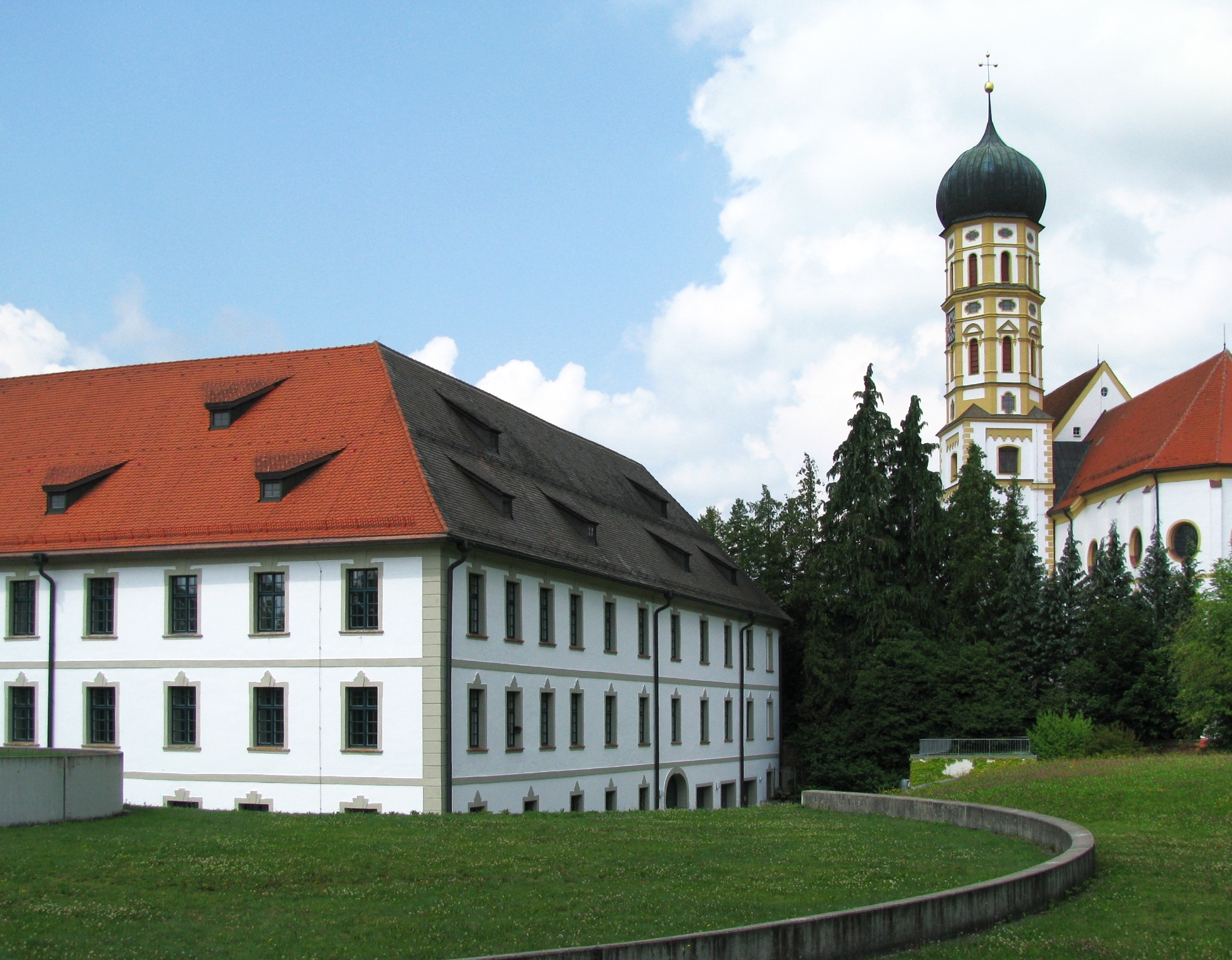
Ehemaliges Fürstbischöfliches Schloss und Pfarrkirche St. Martin

- Stadtpfarrkirche St. Martin mit Grabkapelle für den letzten Fürstbischof von Augsburg und letzten Erzbischof/Kurfürsten von Trier Clemens Wenzeslaus von Sachsen.
- Ehemaliges Fürstbischöfliches Schloss mit einer zwei Kilometerm langen Lindenallee aus dem 18. Jahrhundert, der sogenannten Kurfürstenallee, zum Aussichtspunkt Tempel. Das Schloss war ein Jagdschloss der Augsburger Fürstbischöfe und zuletzt der Sommersitz des Kurfürsten Clemens Wenzeslaus von Sachsen.
- Frauenkapelle von 1475
- St. Michael (Bertoldshofen)
- St. Sebastian (Burk)
- Pestfriedhof
- Altes Rathaus (Marktoberdorf)
- Rübezahlbrunnen
- Vertriebenen-Mahnmal
- Künstlerhaus Marktoberdorf, moderner Bau der Schweizer Architekten Valentin Bearth und Andrea Deplazes
- Neuapostolische Kirche in der Keltenstraße 74[15]

Marktoberdorf hat 73 Bau- und 31 Bodendenkmäler.

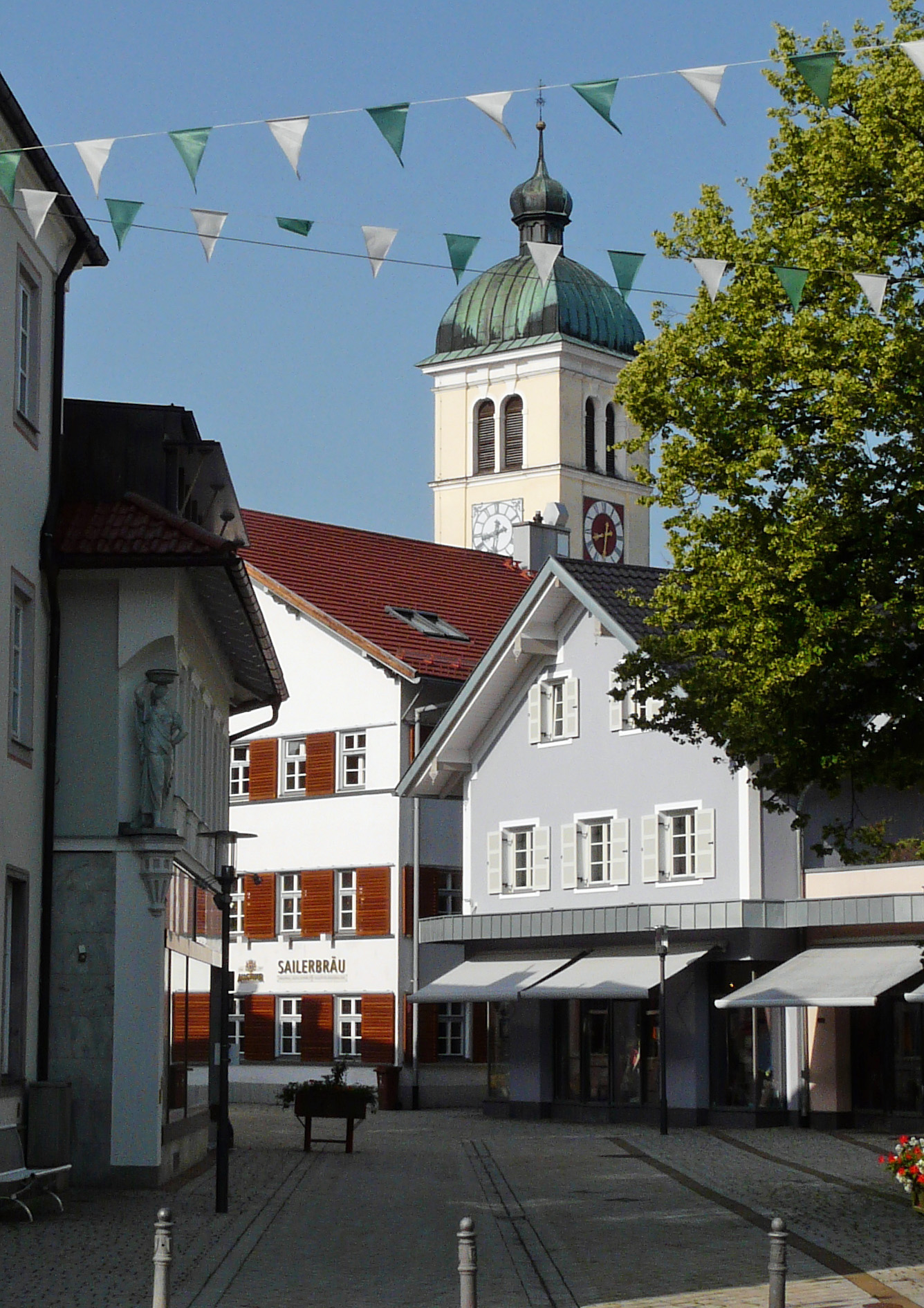
Marktplatz in Marktoberdorf

### Grünanlagen

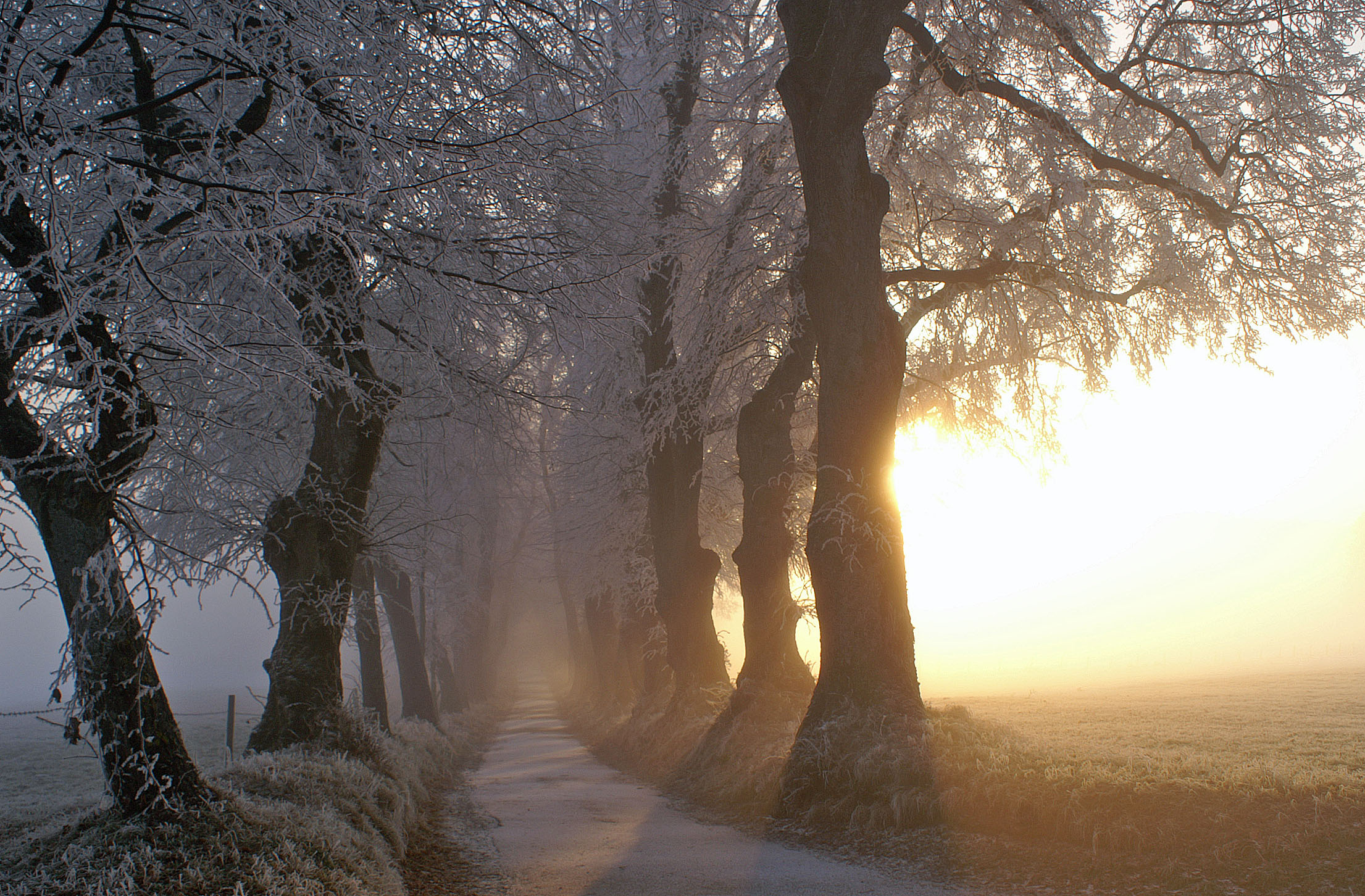
Kurfürstenallee in Marktoberdorf

- Luitpoldhöhe (auch Buchel genannt)
- Kurfürstenallee: 2 km lange, denkmalgeschützte Lindenallee aus der Barockzeit, zwischen dem ehemaligen fürstbischöflichen Schloss und dem sogenannten „Tempel“.

### Sport und Freizeit
- Am ehemaligen Kurfürstenschloss beginnt der Prälatenweg, ein thematischer Fernwanderweg, der durch das Voralpenland bis nach Kochel am See in Oberbayern führt.
- Der Jakobsweg passiert Marktoberdorf von München aus auf seinem Weg zum Bodensee.
- Von Marktoberdorf nach Lechbruck am See führt ein Radwanderweg auf der Trasse der stillgelegten Bahnstrecke Marktoberdorf–Lechbruck. Er ist Teil der sogenannten Dampflokrunde.
- Marktoberdorf liegt an der Radrunde Allgäu und am Allgäu-Radweg.
- Zweijährlich im Juni findet der Staffelmixmarathon statt, eine Kombination aus Inlineskaten, Fahrradfahren und Laufen
- Nikolauslauf Mitte Dezember
- Ettwieser Weiher, Naturfreibad und Klettergarten beim Weiler Ettwiesen südlich der Stadt
- Kuhstallweiher, Naturbad bei Kohlhunden
- Hallenbad Marktoberdorf
- Mehrere Turnhallen und Fußballplätze
- Kunsteisstadion unter freiem Himmel
- Besichtigungsmöglichkeit der Fendt/Agco-Traktorenwerke
- Marktoberdorf besitzt mehrere Sportvereine (EV Allgäu Amigos, FSV Marktoberdorf, FC Thalhofen, TSV Leuterschach, SV Geisenried, Türk Spor Marktoberdorf, FC Sulzschneid, und TSV Bertoldshofen).

### Regelmäßige Veranstaltungen

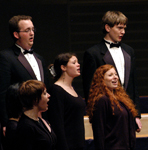
Internationaler Kammerchor-Wettbewerb Marktoberdorf 2005

- Gaudiwurm zur Fasnacht (seit 1966; 2018, 1.600 Mitwirkende, 32.000 Zuschauer)
- NATO International Summer School (als Advanced Study Institute des NATO Programms Security Through Science)
- Musica Sacra International – Musikfestival der Weltreligionen über die Pfingsttage (jeweils in den geraden Jahren)
- Internationaler Kammerchor-Wettbewerb Marktoberdorf – Wettbewerb der internationalen Chorelite über die Pfingsttage (jeweils in den ungeraden Jahren)
- Stadtfest im Juli
- Urbanimarkt Anfang Mai – Martinimarkt Anfang November
- Weihnachtsmarkt in der Adventszeit

## Wirtschaft und Infrastruktur

### Wirtschaft

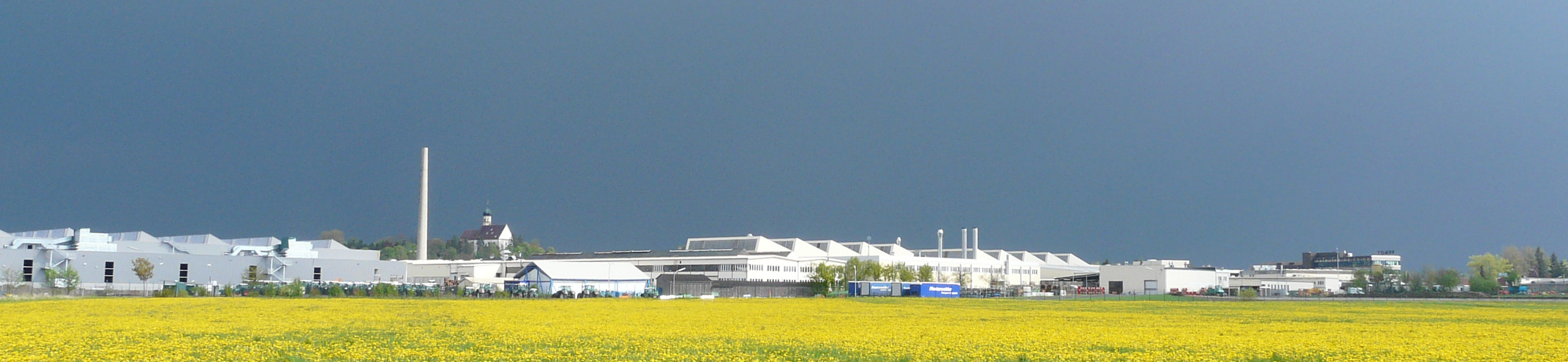
AGCO Fendt, Marktoberdorf

Das bekannteste und größte Unternehmen in Marktoberdorf mit rund 5200 Mitarbeitern (Stand: März 2024) ist die Produktionsstätte des Traktorenherstellers AGCO, ehemals Fendt. Im Gemeindeteil Leuterschach befindet sich die Produktionsstätte (ehemals Brauerei Sailer) des Allgäuer Brauhauses, das heute zur Radeberger Gruppe gehört und gegenüber ein Zweigwerk der Maschinenfabrik Niehoff. Weitere Unternehmen sind Eisen-Fendt (Stahl- und Werkzeughandel), Atterer (Eisenwarenhandel), Hubert Schmid (Bau, Recycling, Bodenaufbereitung), Xaver Schmid (Bauunternehmen) sowie Rösle.
Von zunehmender Bedeutung für den staatlich anerkannten Erholungsort ist auch der Tourismus. 2019 erfolgten 111.206 Übernachtungen.
Marktoberdorf hat eine traditionell niedrige Arbeitslosenquote. Sie betrug im November 2017 im Bereich der Dienststelle Marktoberdorf des Arbeitsamts Kempten 2,0 %.

### Verkehr
Die Stadt liegt an den Bahnstrecken Biessenhofen–Marktoberdorf und Marktoberdorf–Füssen, stündlich verkehren Züge Richtung Kaufbeuren im Norden bzw. nach Füssen im Süden. Darüber hinaus besteht stündlich eine Direktverbindung nach München und Augsburg, wobei nach München seit Dezember 2021 nur noch drei Zugpaare täglich verkehren. Von und nach Augsburg gibt es Montag bis Freitag zudem einzelne Verstärkerzüge. Insgesamt hat Marktoberdorf drei Stationen: Marktoberdorf Bahnhof, den Bahnhof im Gemeindeteil Leuterschach und den Haltepunkt Marktoberdorf Schule. Ein weiterer Halt ist für den Stadtteil Nord geplant.

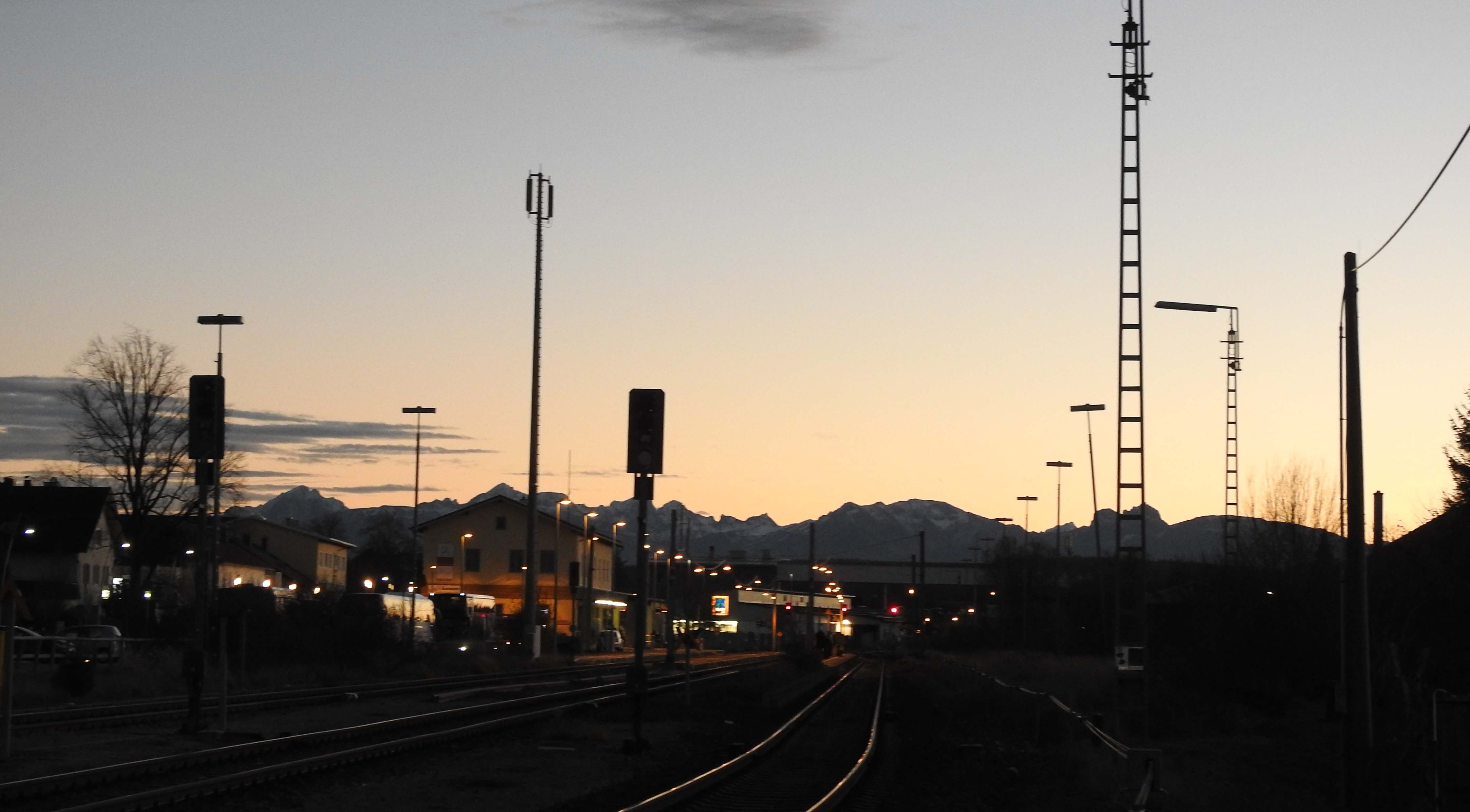
Bahnhof Marktoberdorf

Marktoberdorf liegt im Schnittpunkt der Bundesstraßen 12, 16 und 472; über diese besteht Anschluss an die Autobahnen 7 und 96.

### Medien
Die Lokalredaktion Marktoberdorf des Allgäuer Zeitungsverlags produziert einen Lokalteil Marktoberdorfer Landbote / Obergünzburger Nachrichten der
Allgäuer Zeitung.

### Öffentliche Einrichtungen

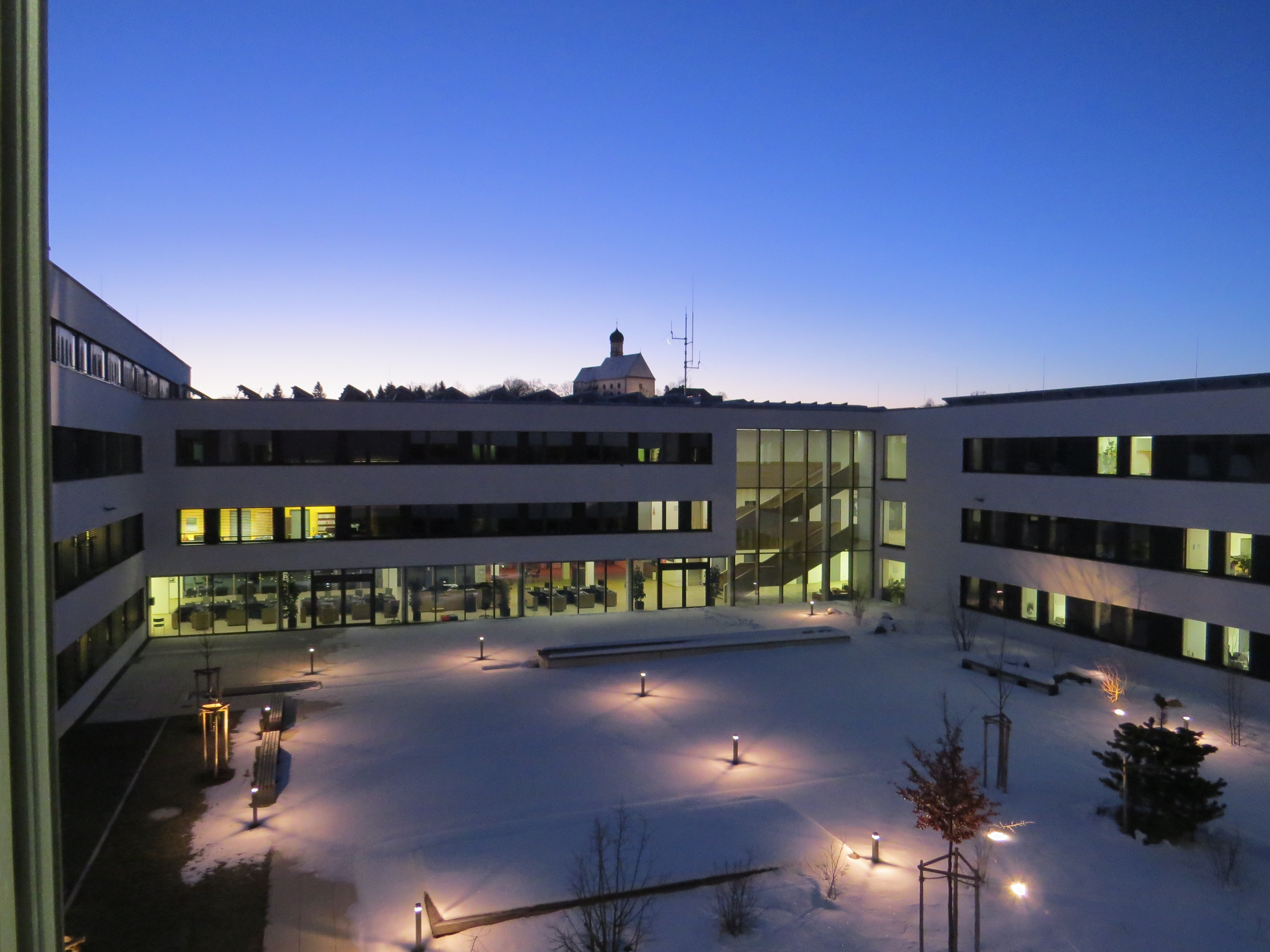
Landratsamt Ostallgäu in Marktoberdorf

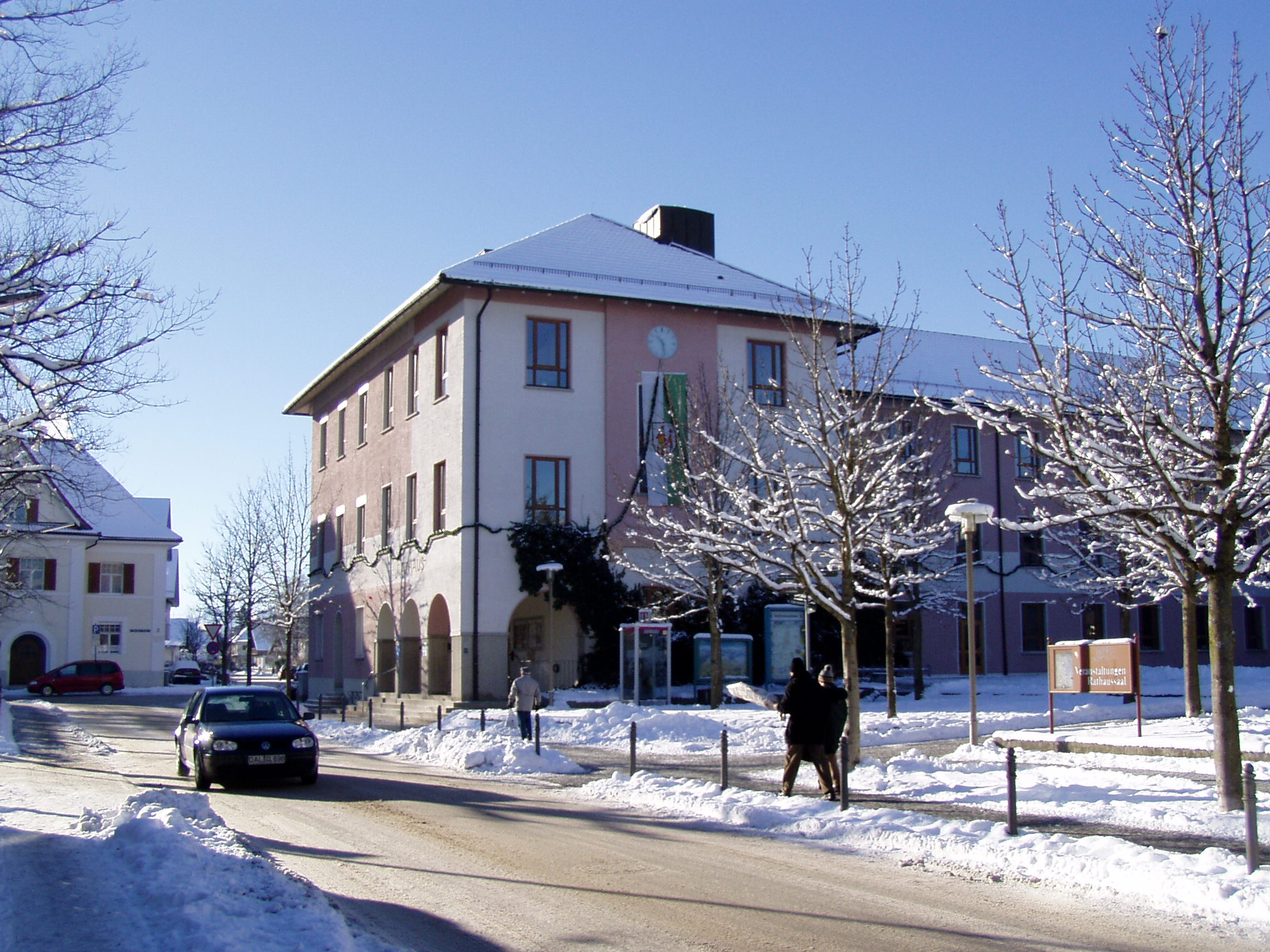
Rathaus in Marktoberdorf

- Landratsamt Ostallgäu (2022 ca. 700 Mitarbeiter)
- Agentur für Arbeit / Jobcenter
- Gesundheitsamt
- Vermessungsamt
- Kreiskrankenhaus (bis 30. Juni 2013)
- Hallenbad mit Freibad und Sauna

### Bildung
- Schulzentrum mit Gymnasium Marktoberdorf, Realschule, Berufsschule, Mittelschule, sowie einem Internat des Gymnasiums und der Realschule
- Vier Grund- und Volksschulen: Adalbert-Stifter-Volksschule-Grundschule, St.-Martin-Volksschule-Grundschule, Volksschule Leuterschach-Grundschule, Volksschule Thalhofen-Grundschule
- Don-Bosco-Schule (Sonderpädagogisches Förderzentrum)
- Bayerische Musikakademie
- Volkshochschule
- Stadtbücherei

### Wasserversorgung
Die Stadt bezieht Trinkwasser aus drei Standorten: aus den Brunnen im Kirchthaler Moos ca. 10 km südlich der Stadt, aus den Brunnen südlich des Gemeindeteils Bertoldshofen und aus der Quelle Mährenleiten des Wasserbeschaffungsverbandes Oberthingau ca. 6 km südwestlich.

## Persönlichkeiten

### In Marktoberdorf geboren
- Paulin Probst, Ettwiesen, Anführer im Bauernaufstand
- Karl Meichelbeck (1669–1734), Benediktinerpater und Kirchenhistoriker
- Johann Georg Fischer (1673–1747), Baumeister des Barock bzw. Rokoko
- Joseph Anton Merz (1681–1750), Maler des Barock und Rokoko
- Johann Michael Feneberg (1751–1812), römisch-katholischer Priester, Professor am Gymnasium St. Paul in Regensburg und am Gymnasium in Dillingen; Anhänger von Johann Michael Sailer und einer der Hauptvertreter der Allgäuer Erweckungsbewegung
- Genovefa Weber (geb. Brenner; 1764–1798), Opernsängerin und Schauspielerin, Mutter des Komponisten Carl Maria von Weber
- Alois von Frölich (1766–1841), Arzt und Botaniker
- Adolf von Schaden (1791–1840), Schriftsteller, Journalist und Offizier
- Clemens Kögl (1808–1845), Kunstmaler in Weimar und Leipzig
- Wilhelm Constantin Wittwer (1822–1908), Naturforscher
- Josef Geiger (1883–1947), Landrat
- Karl Demeter (1889–1976), Archivar, Historiker und Soziologe
- Anton Schmid (1894–1982), Ziegeleibesitzer, Erster Bürgermeister der Stadt Marktoberdorf 1945–1968, Ehrenbürger
- Franz Schmid (1895–1937), Politiker (NSDAP)
- Franz Josef Anton Schmid jun. (1924–2017), Zieglermeister und Ziegeleibesitzer, Erster Bürgermeister der Stadt Marktoberdorf 1978–1990, Ehrenbürger
- Hermann Regner (1928–2008), Musikpädagoge und Komponist
- Richard Wengenmeier (1928–2002), CSU-Abgeordneter im Bayerischen Landtag
- Gabriele Schwarz-Eckart (1937–1943), ein jüdisches Mädchen, nach dessen Schicksal in der NS-Zeit der Allgäuer Filmemacher Leo Hiemer den Film Leni produzierte
- Franz Roth (* 1946 in Bertoldshofen-Hausen), Fußballspieler
- Siegfried Zimmer (* 1947), evangelischer Theologe und Religionspädagoge
- Georg Nickel (1950–2015), Grafikdesigner
- Norbert Eberle (* 1954), Maler, Grafiker und Kunstpädagoge
- Manfred Baur (* 1959), Autor und Dokumentarfilmer
- Cornelia Heinrich (* 1960), Leichtathletin
- Andreas Settele (* 1961), ehemaliger Vorsitzender der Bayernpartei
- Josef Settele (* 1961), Lepidopterologe am Helmholtz-Institut für Umweltforschung
- Georg Streif (* 1961), Bundestrainer der Deutschen Taekwondo Union
- Bruno Wank (* 1961), Bildhauer und Bronzegießer
- Thomas Zotz (* 1964), Figurenspieler
- Andrea Frei (* 1967), Koloratursopranistin[16]
- Harald Klimenta (* 1968), Physiker
- Johann Mühlegg (* 1970), spanisch-deutscher Skilangläufer
- Alexander Dürr (* 1971), Fußballspieler
- Stephan Stracke (* 1974), Politiker (CSU)
- Ingmar Schwindt (* 1977), Pianist
- Wolfgang Weigl (* 1978), Filmemacher
- Stefan März (* 1980), Wissenschaftsmanager und Historiker
- Sarah-Lavinia Schmidbauer (* 1980), Schauspielerin
- Melani Mitsch (* 1983), Handball-Bundesligaspielerin
- Felix Petermann (* 1984), Eishockeyspieler
- Anna Hofbauer (* 1988), Musicaldarstellerin
- Benedikt Brückner (* 1990), Eishockeyspieler
- Laura Zimmermann (* 1990), Triathletin
- Anja Weißer (* 1991), Eishockeyspielerin
- Kevin Volland (* 1992), Fußballspieler
- Tanja Eisenschmid (* 1993), Eishockeyspielerin
- Felix Reichelt (* 1994), Musikproduzent und DJ
- Tobias Pachonik (* 1995), Fußballspieler
- Markus Eisenschmid (* 1995), Eishockeyspieler
- Lukas Sepp (* 1996), Futsal-Nationalspieler
- Nicola Eisenschmid (* 1996), Eishockeyspielerin
- Patrick Sontheimer (* 1998), Fußballspieler
- Laura Lootens (* 1999), deutsch-belgische klassische Gitarristin
- Leon Kittel (* 1999), Eishockeyspieler

### Weitere Persönlichkeiten, die mit der Stadt in Verbindung stehen
- Clemens Wenzeslaus von Sachsen (1739–1812), ehemaliger Kurfürst und Erzbischof von Trier und Fürstbischof von Augsburg, Grabstätte in Marktoberdorf beim ehemaligen Schloss.
- Ludwig Wilhelm Fischer (1817–1890), deutscher Heimatforscher und Landrichter in Marktoberdorf. Sein Nachlass, die Fischeriana, enthält die umfangreichsten Informationen zum Landgericht Oberdorf im 19. Jahrhundert.
- Franz Schmid sen. (1863–1950), Baumeister, Ziegeleibesitzer, Heimatforscher, Ehrenbürger
- Johann Georg Fendt (1868–1933), gelernter Schlosser, Mitbegründer des Traktorenherstellers Fendt und Konstrukteur des Fendt Dieselross.
- Jakob Pirro, Politiker (NSDAP), von 1942 bis 1945 Landrat in Marktoberdorf
- Hans-Joachim Schulz-Merkel (1913–2000), Sanitätsoffizier und Medizinalbeamter, lebte in Marktoberdorf.
- Raimund Harmstorf (1939–1998), deutscher Schauspieler, lebte zuletzt und bis zu seinem Suizid auf einem Bauernhof in Marktoberdorf-Selbensberg.
- Helmut Spanner (* 1951), deutscher Autor von Kinder- und Bilderbüchern, verbrachte seine Schulzeit in Marktoberdorf.
- Wolfram Buchenberg (* 1962), Komponist
- Johannes Schöllhorn (* 1962), Komponist